# Ministère de la Mobilité et des Travaux publics
Le ministère de la Mobilité et des Travaux publics (en allemand : Ministerium für Mobilität und öffentliche Arbeiten et en luxembourgeois : Ministère fir Mobilitéit an ëffentlech Aarbechten) est le département ministériel responsable de la mise en œuvre de la politique de transport intégrée et est chargé de la construction et de l'entretien des projets d'infrastructures et de bâtiments publics.
Il est dirigé, depuis le 17 novembre 2023, par Yuriko Backes, du Parti démocratique.
Le siège central du ministère se situe au 4 place de l'Europe, à Luxembourg.

## Titulaires depuis 2018
| Nom | Nom | Nom                                     | Dates du mandat | Dates du mandat | Parti | Gouvernement(s) |
| --- | --- | --------------------------------------- | --------------- | --------------- | ----- | --------------- |
| Ministère du Développement durable et des Infrastructures (23/07/2009 – 05/12/2018)                                                                                 |     |                                         |                 |                 |       |                 |
| |     | François Bausch (Vice-Premier ministre) | 05/12/2018      | 17/11/2023      | Gréng | Bettel II       |
| |     | Yuriko Backes                           | 17/11/2023      | en fonction     | DP    | Frieden         |
| Dans l'intervalle entre deux mandats, le ministre sortant assure la gestion des affaires courantes. Titres successifs : - Depuis 2018 : Mobilité et Travaux publics |     |                                         |                 |                 |       |                 |